# 펑쯔치
펑쯔치(중국어 간체자: 冯紫琪, 정체자: 馮紫琪, 병음: Páng Qiànyùliǔ, 한자음: 풍자기, 1999년 6월 29일~)는 중화인민공화국의 레슬링 선수이다. 2024년 하계 올림픽에서 여자 자유형 플라이급 동메달을 획득했으며 세계 선수권 대회에서 동메달 1개를 획득했다.